# 지대함 미사일

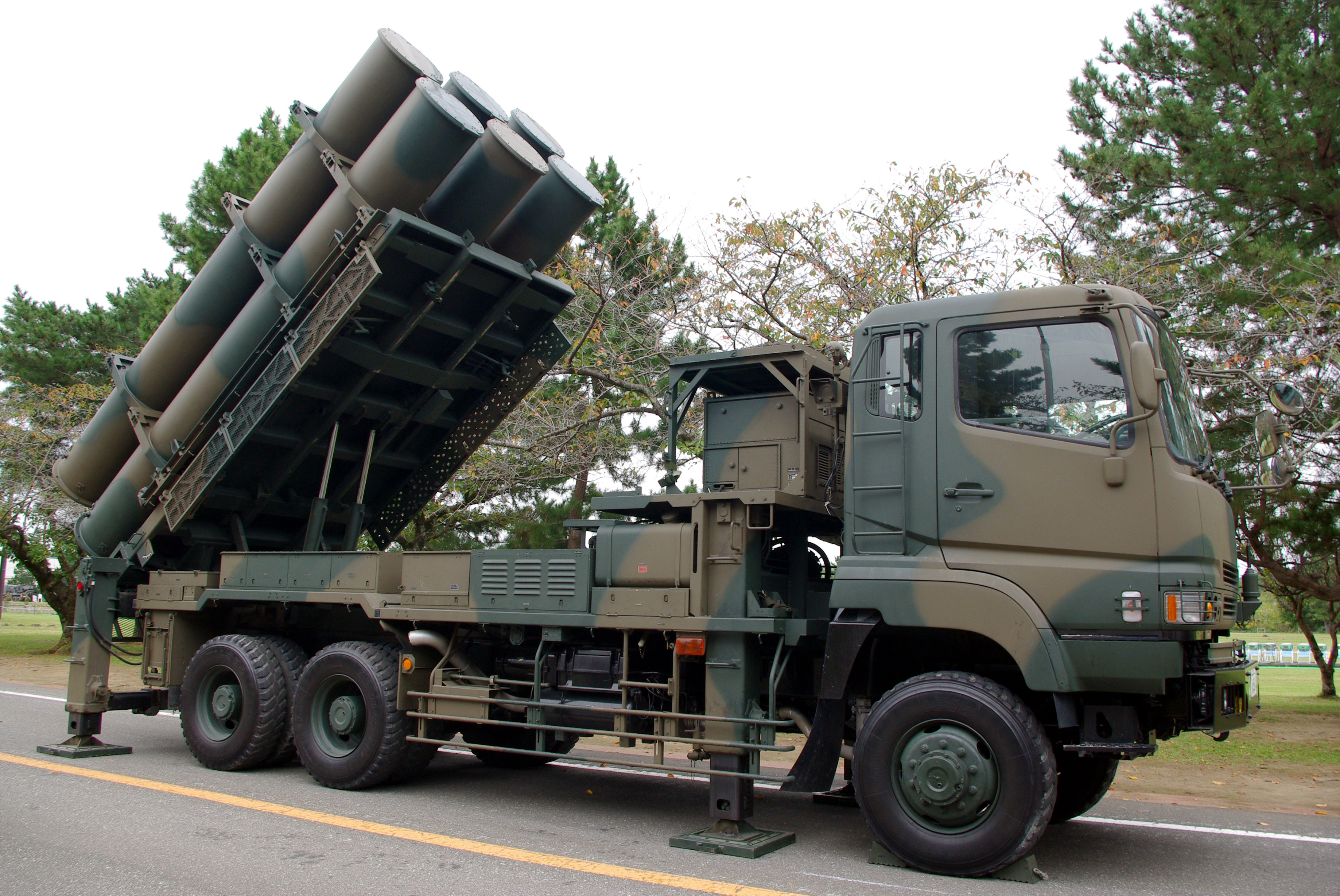
일본자위대 88식 대함유도탄

지대함 유도탄(地對艦誘導彈, 영어: surface-to-ship missile, SSM / ground-to-ship missile, GSM)은 지상에서 발사되어 적 함정을 격침시키는 대함 미사일이다.

## 대표적 지대함 미사일
- 스틱스 미사일 (KN-01): KN-01 미사일
  - KN-01 미사일은 북한판 실크웜 미사일 또는 북한판 스틱스 미사일이며 서방으로 치면 북한판 하푼이나 북한판 엑조세 미사일을 말한다.  KN-01은 사거리 83∼95km인 중국의 실크웜 미사일을 사거리 100 km 이상으로 개량한 지대함 미사일로, 길이 5.8m, 직경 76 cm, 무게 2.3t이다.

- 하푼 미사일

## 같이 보기
- 함대지유도탄
- 함대공유도탄
- 공대함유도탄